# Мертензия
Мертензия (лат. Mertensia) — род многолетних травянистых растений семейства Бурачниковые (Boraginaceae). Не менее 40 видов.
Род назван в честь немецкого ботаника и коллекционера растений Франца Карла Мертенса.

## Ботаническое описание
Многолетние корневищные травянистые растения, голые или слабо опушённые.
Цветки в немногоцветковых завитках, обычно собранных в метельчатое общее соцветие. Чашечка пятираздельная или пятинадрезанная, при плодах почти не изменяется. Венчик голубой или синий, трубчато-воронковидный. Тычинок пять.
Орешки тетраэдрические, с острым брюшным килем и выпуклой спинкой.

## Виды
Род включает 51 вид:
- Mertensia arizonica Greene
- Mertensia bakeri Greene
- Mertensia bella Piper
- Mertensia brachycalyx Piper
- Mertensia brachyloba Greene
- Mertensia bracteata (Willd. ex Roem. & Schult.) Kamelin [syn.  Mertensia pallasii (Ledeb.) G.Don — Мертензия Палласа]
- Mertensia brevistyla S.Watson
- Mertensia campanulata A.Nelson
- Mertensia cana Rydb.
- Mertensia ciliata (E.James ex Torr.) G.Don
- Mertensia coronata A.Nelson
- Mertensia cusickii Piper
- Mertensia cynoglossoides Greene
- Mertensia davurica (Sims) G.Don — Мертензия даурская
- Mertensia eastwoodiae J.F.Macbr.
- Mertensia fendleri A.Gray
- Mertensia franciscana A.Heller
- Mertensia grahamii (L.O.Williams) Nazaire & L.Hufford
- Mertensia humilis Rydb.
- Mertensia kamczatica (Turcz.) DC. — Мертензия камчатская
- Mertensia lanceolata (Pursh) DC.
- Mertensia lateriflora Greene
- Mertensia lineariloba Rydb.
- Mertensia longiflora Greene
- Mertensia longipedunculata (A.Nelson) Nazaire & L.Hufford
- Mertensia macdougalii A.Heller
- Mertensia maritima (L.) Gray — Мертензия приморская, или Мертензия морская
- Mertensia mexicana L.O.Williams
- Mertensia meyeriana J.F.Macbr. [syn.  Mertensia popovii N.I.Rubtzov — Мертензия Попова]
- Mertensia nevadensis A.Nelson
- Mertensia nivalis Rydb.
- Mertensia oblongifolia (Nutt.) G.Don
- Mertensia oreophila L.O.Williams
- Mertensia ovata Rydb.
- Mertensia paniculata (Aiton) G.Don
- Mertensia parvifolia (L.O.Williams) Nazaire & L.Hufford
- Mertensia platyphylla A.Heller
- Mertensia pratensis A.Heller
- Mertensia pterocarpa (Turcz.) Tatew. & Ohwi — Мертензия крылатоплодная
- Mertensia rivularis DC. — Мертензия ручейковая
- Mertensia serrulata (Turcz.) DC. — Мертензия мелкопильчатая
- Mertensia sibirica (L.) G.Don — Мертензия сибирская
- Mertensia simplicissima (Ledeb.) G.Don
- Mertensia sinica Kamelin — Мертензия китайская
- Mertensia stylosa (Fisch.) DC. — Мертензия длинностолбиковая
- Mertensia subcordata Greene
- Mertensia tarbagataica B.Fedtsch. — Мертензия тарбагатайская
- Mertensia tweedyi Rydb.
- Mertensia umbratilis Greenm.
- Mertensia virginica (L.) Pers. ex Link
- Mertensia viridis (A.Nelson) A.Nelson